# ریخته‌گری دوغابی
ریخته‌گری دوغابی (به انگلیسی: slip casting)، یک تکنیک شکل‌دهی سرامیکی است که به‌طور گسترده توسط صنایع تجاری و همچنین هنرمندان برجسته معاصر به عنوان راهی برای ساخت اشکال مختلف سرامیکی استفاده می‌شود. این تکنیک برای اشیاء کاربردی ساده مانند فنجان‌ها و بشقاب‌ها و همچنین اشکال پیچیده تری مانند سرامیک‌های فیگوراتیو که تولید آنها با دست یا سایر تکنیک‌های شکل دهی دشوار است، مناسب است. این تکنیک شامل دوغابی است که اساساً یک نسخه مایع از خاک رس است که معمولاً در قالب تهیه می‌شود و در قالب‌های گچی ریخته می‌شود و اجازه می‌دهد تا لایه ای را روی دیواره‌های داخلی قالب تشکیل دهد.
این ریخته گری برای شکل دهی دقیق اشکال پیچیده مناسب است. این فرایند، روش استاندارد شکل دهی ظروف بهداشتی مانند کاسه توالت و حوض است و معمولاً برای قطعات کوچکتر مانند مجسمه‌ها و قوری‌ها استفاده می‌شود.

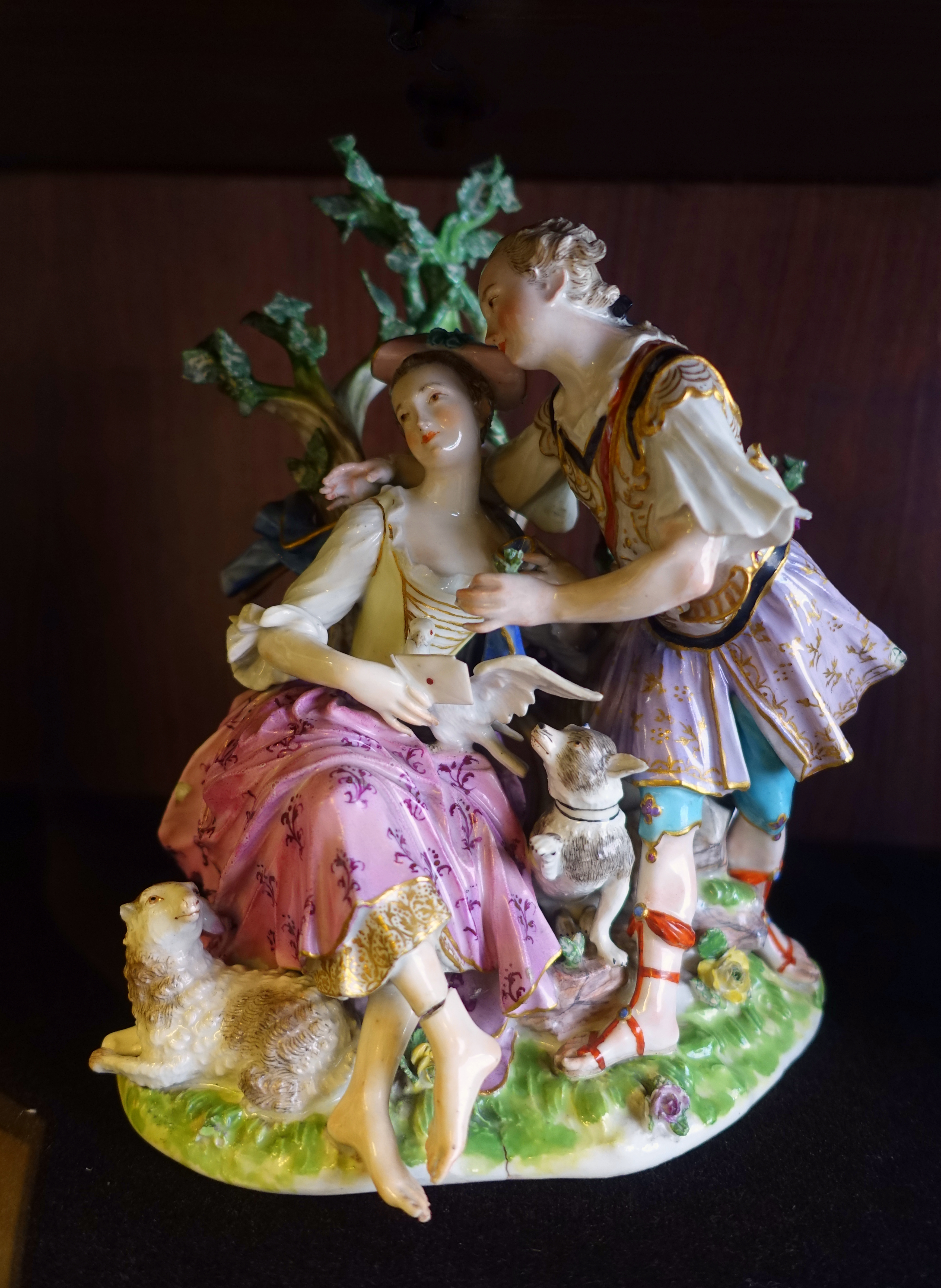
مجسمه چینی که با ریخته گری دوغابی ساخته شده است

## تاریخچه

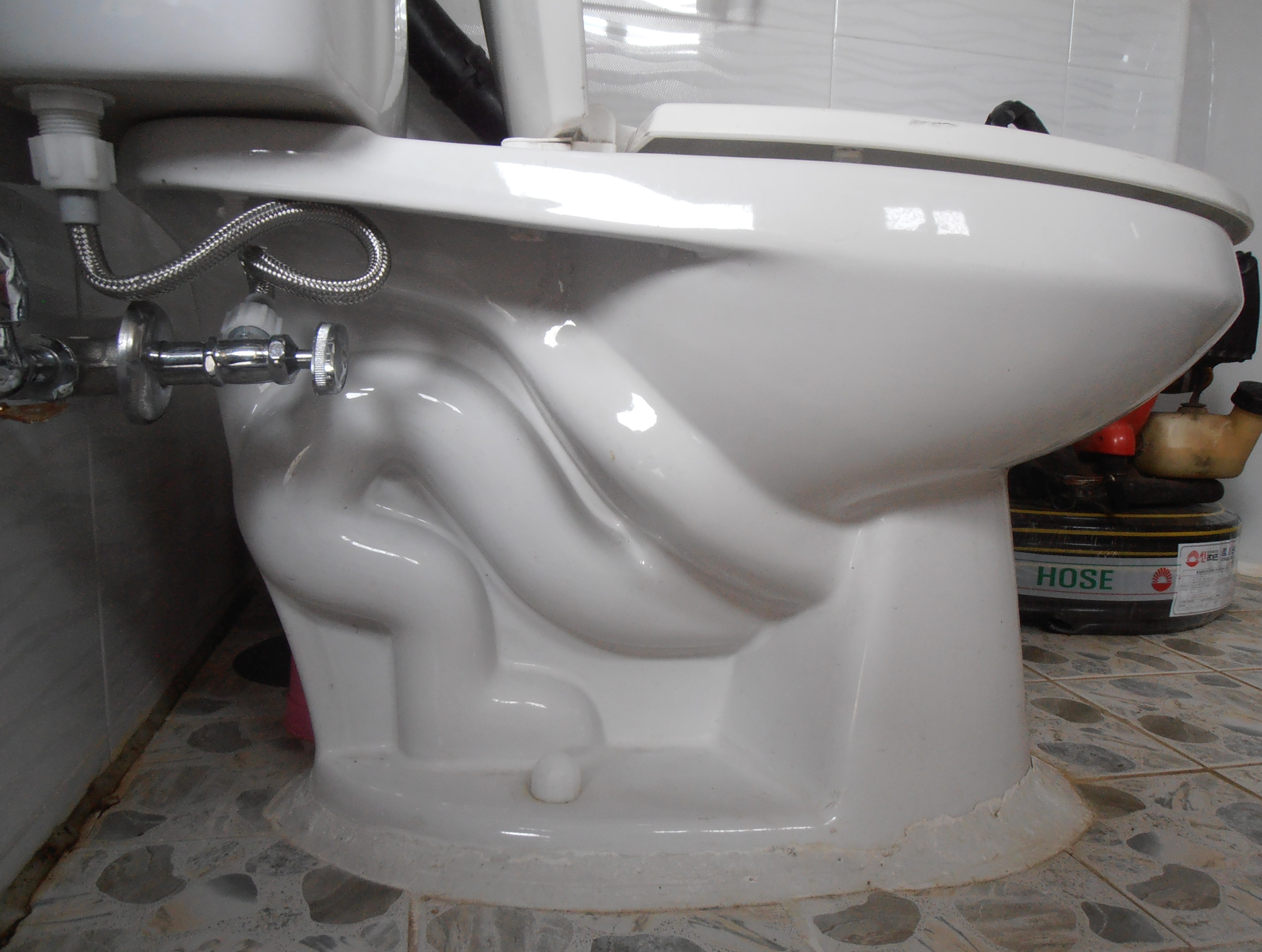
ریخته گری دوغابی امکان شکل‌دادن به اشکال پیچیده مانند این کاسه توالت را می‌دهد

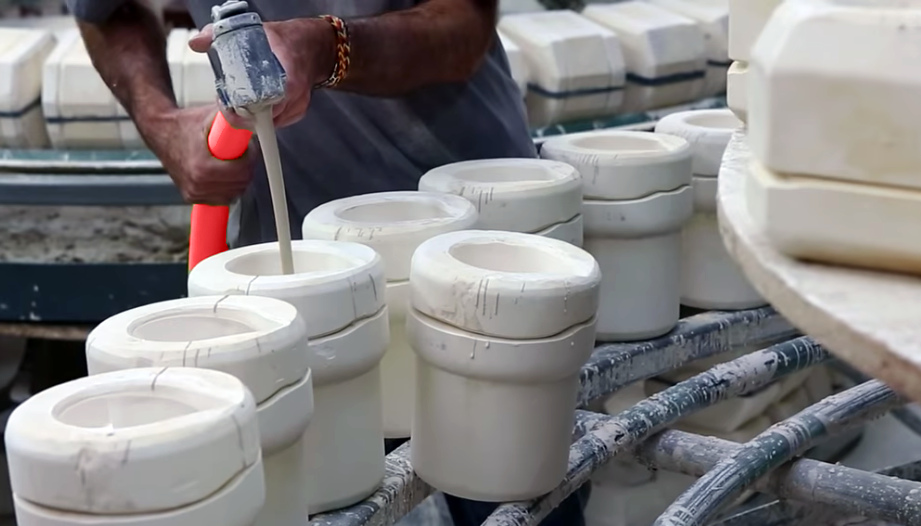
ریختن مذاب در قالب به روش ریخته گری دوغابی

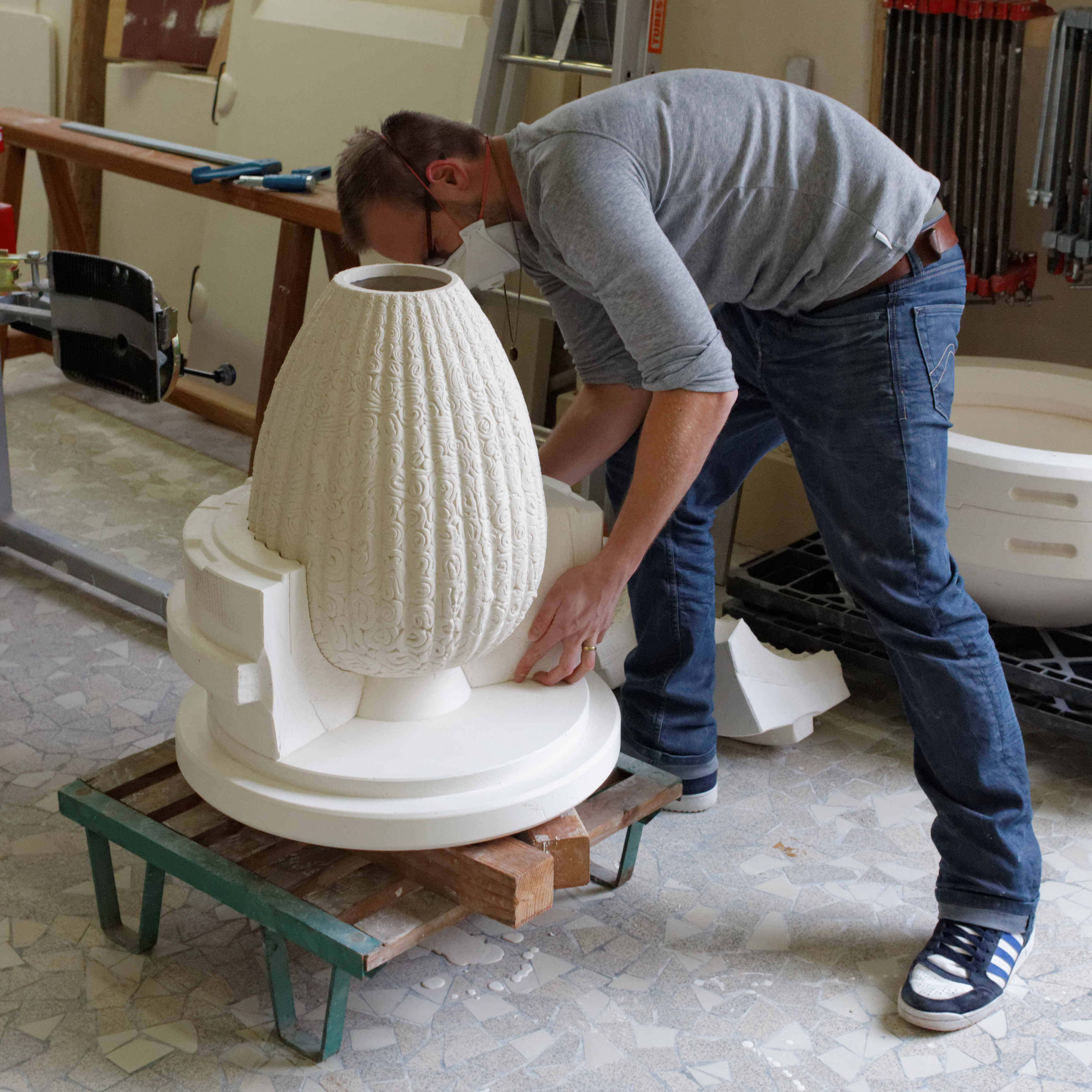
برداشتن آخرین قسمت‌های قالب از گلدانی که با روش ریخته گری دوغابی ساخته شده است

این تکنیک اولین بار در چین در زمان سلسله تانگ (۶۱۸–۹۱۷) توسعه یافت، اما تا زمان‌های اخیر، زیاد در چین استفاده نمی‌شد. به نظر می‌رسد که در حدود سال ۱۷۴۵ به‌طور مستقل در انگلستان توسط " رالف دانیلز از کوربریج " مجدداً ابدا شد، و تا چندی پیش به‌طور گسترده توسط سازندگان چینی-اروپایی مورد استفاده قرار می‌گرفت و سپس در پایان قرن به تکنیک اصلی شکل دهی لوازم بهداشتی تبدیل شد.

## ملاحظات فنی
ریخته گری جامد برای تولید محصولات جامد، مانند دسته فنجان استفاده می‌شود. برای این کار، قالب شامل یک مخزن دوغاب اضافی است.
در روش ریخته گری توخالی، دوغاب سرامیکی درون قالب ریخته می‌شود. سپس قالب بسته شده و چند ضربه به بدنه قالب زده می‌شود تا حباب‌های هوای درون دوغاب تخلیه شوند. در هنگام بستن قالب‌ها از نوارهای پلاستیکی برای محکم کردن اجزای آن‌ها و جلوگیری از خارج شدن دوغاب از داخلشان استفاده می‌شود. مدتی صبر می‌کنند تا لایه ای از دوغاب سرامیکی روی بدنه یا جداره قالب تشکیل شود. سپس قالب را باز کرده و دوغاب درون آن را تخلیه می‌کنند.
این در حالی است که لایه ای از دوغاب روی سطح داخلی بدنه قالب باقی مانده است. سپس قالب باز می‌شود و به این ترتیب قطعه سرامیکی به شکل بدنه قالب و به صورت توخالی به دست می‌آید. ریخته گری توخالی برای تولید محصولاتی مانند قوری استفاده می‌شود.
خواص ریخته گری دوغابی به عوامل متعددی بستگی دارد، از جمله:
- خواص هر ماده خام در دوغاب
- محتوای جامد دوغاب
- نسبت خاک رس در دوغاب
- مواد شیمیایی که عمداً در دوغاب اضافه شده یا از مواد خام و آب وارد دوغاب شده است
- نوع و مقدار دفلوکولانت
- شرایط محیطی به ویژه دما و رطوبت
- مقدار انرژی که در مخلوط کردن مواد اولیه برای تهیه دوغاب، استفاده شده است

علاوه بر این، عوامل مؤثر بر سرعت شکل‌گیری قطعه عبارتند از:
- ویسکوزیته و تیکسوتروپی دوغاب، که همیشه قبل از ریخته‌گری تنظیم می‌شوند.
- خواص ماده سازنده قالب، مانند نفوذپذیری
- میزان رطوبت قالب

ریخته گری دوغابی در یک قالب متخلخل انجام می‌شود. در اثر فشار مویین قالب، یک لایه ذرات نیمه جامد از طریق رسوب مواد جامد در دوغاب، بر روی قالب تشکیل می‌شود. پس از مدتی قطعه ریخته گری شده از قالب خارج می‌شود.

## زمان ریخته گری
ریخته‌گری یک کمد توالت با استفاده از روش مرسوم معمولاً حدود ۴۰ تا ۶۰ دقیقه طول می‌کشد،بخش‌های نازک‌تر سریع‌تر آماده خواهند شد، برای مثال، آماده شدن ضخامت ۵ تا ۱۰ میلی‌متر، ۱۰ تا ۱۵ دقیقه طول می‌کشد.
زمان ریخته گری برای ظروف سفالی ۳۵ تا ۶۰ دقیقه و برای ظروف چینی استخوانی ۸ تا ۲۰ دقیقه گزارش شده است. گزارش‌های دیگر عبارتند از: ۳۰ تا ۵۰ دقیقه در یک کارگاه سفالگری در ایالات متحده؛ حدود ۶۰ دقیقه در یک کارگاه کوچک تولیدکننده سرامیک‌های تزئینی در پرتغالی؛ حدود ۱۵ دقیقه در یک دانشگاه آموزش از راه دور در ایالات متحده. در مقاله ای برای سفالگران، نویسنده ۱۵ تا ۲۰ دقیقه را توصیه می‌کند؛ و ۱۵ تا ۴۵ دقیقه در یک راهنما برای مبتدیان.
زمان ریخته‌گری به‌طور قابل‌توجهی در روش ریخته‌گری تحت فشار کوتاه‌تر است، به طوری که برای کاسه‌ها و ظروف ۲ دقیقه و برای ظروف بهداشتی ۶ تا ۸ دقیقه گزارش شده است. زمان ریخته گری هر قطعه از لوازم بهداشتی با استفاده از فشار بالا، ۲۰ دقیقه گزارش شده است.

## محتوای جامد دوغاب
برای دستیابی به سرعت قابل قبولی در ریخته گری و به حداقل رساندن انقباضات حاصل از خشک شدن، دوغابی با محتوای جامد بالا مورد نیاز است. محتوای جامد پذیرفته شده کلی، در یک دوغاب ریخته گری لوازم بهداشتی شیشه ای چینی، بین ۷۲ تا ۷۵ درصد وزنی است که برای چگالی دوغاب چیزی حدود ۱٫۸۰–۱٫۸۵ گرم بر سانتی‌متر مکعب است.
مواد شیمیایی خاصی که به عنوان دفلوکولانت شناخته می‌شوند، برای پراکنده کردن آگلومراها در دوغاب استفاده می‌شوند و بنابراین ویسکوزیته را کاهش می‌دهند و همچنین اجازه می‌دهند محتوای جامد بالاتری داشته باشند. مورد دوم برای به حداقل رساندن انقباضات ناشی از خشک شدن مهم است. نمونه‌هایی از دفلوکولانت‌ها عبارتند از کربنات سدیم و سیلیکات سدیم. ویژگی‌های رئولوژیکی اجزای خاک رس، اصلی‌ترین عوامل مؤثر بر دوز هستند.
برای تعیین محتوای مواد خشک دوغاب، از یک فرمول ریاضی که توسط Alexandre Brongniart محاسبه شده است، استفاده می‌شود.
این فرمول به عنوان فرمول Brongniart شناخته می‌شود.

## ریخته گری تحت فشار
ریخته گری تحت فشار، روشی برگرفته از ریخته گری سنتی است که در دهه ۱۹۷۰ برای تولید ظروف بهداشتی توسعه یافت، اگرچه اخیراً در ظروف چینی نیز استفاده شده است.
مواد پلیمری توسعه یافته باعث می‌شوند که قالب تا فشار خارجی اعمالی ۴٫۰ مگاپاسکال را تحمل کند؛ این فشار بسیار بالاتر از ریخته گری دوغابی در قالب‌های گچی است که در آن نیروهای مویینگی با فشاری در حدود ۰٫۱–۰٫۲ مگاپاسکال اعمال می‌شوند. فشار بالا منجر به نرخ‌های ریخته‌گری بسیار سریع‌تر و در نتیجه چرخه‌های تولید سریع‌تر می‌شود: یک مطالعه نشان داده است که با افزایش فشار از ۰٫۲۵ به ۴٫۰ بار (۳٫۶ تا 58 psi)، زمان ریخته‌گری برای ریخته‌گری بدنه یک ظرف چینی ۶ میلی‌متری، از ۴۵ دقیقه به ۱۵ دقیقه کاهش می‌یابد. کارخانه Geberit در فنلاند، با استفاده از ریخته گری تحت فشار، یک کمد را در ۲۰ دقیقه ریخته گری کرده است.
علاوه بر این، اعمال هوای پرفشار از طریق قالب‌های پلیمری، پس از قالب‌گیری، به این معنی است که چرخه ریخته‌گری جدید می‌تواند بلافاصله در همان قالب آغاز شود، درحالی که قالب‌های گچی، به زمان‌های خشک شدن طولانی تری نیاز دارند. مواد پلیمری دوام بسیار بیشتری نسبت به گچ دارند و بنابراین می‌توان به محصولاتی با دقت ابعادی بیشتر و عمر قالب طولانی تری دست یافت.
مزایای ریخته‌گری تحت فشار نسبت به ریخته‌گری معمولی به شرح زیر است: بهره‌وری بالاتر، بازدهی بالاتر، بهبود کیفیت ظروف، اعوجاج کمتر قطعه ریخته‌گری، کاهش عیوب سطحی، کاهش فضای تولید، کاهش تقاضا برای قالب‌ها، کاهش هزینه‌های انرژی، اتوماسیون قالب‌گیری و جابجایی.

## لمینت‌های سرامیکی
در یک روش در حال توسعه برای تولید ورقه‌های سرامیکی، یک پودر سرامیکی در حالت تعلیق قرار می‌گیرد تا دوغابی با محتوای جامد بالا (بیش از ۶۰ درصد وزنی) و همچنین مقدار ویسکوزیته بسیار کم (<۴۰ میلی پاسکال) ایجاد کند. یک سری از لایه‌ها را می‌توان با تغییر ترکیب دوغاب‌های مورد استفاده در ریخته گری‌های مکرر تشکیل داد. اگر شیمی مواد مورد استفاده به خوبی درک شده باشد، ضخامت لایه‌ها را می‌توان با تغییر مدت زمان ریخته گری کنترل کرد.

## انگوب
ظروف ریخته گری دوغابی اشیایی هستند که با استفاده از ریخته گری شکل می‌گیرند و نباید با انگوب که سفال‌هایی هستند که با هر تکنیکی شکل گرفته و سپس با استفاده از دوغاب تزئین می‌شوند، اشتباه گرفته شوند. در دوران امپراتوری روم، سفالگران با استفاده از دوغاب‌های سفالی برای تزئین سطح گلدان‌ها، چیزی را ایجاد کردند که «ظروف باربوتین» نامیده می‌شود.